# Ocotea venosa
Ocotea venosa là loài thực vật có hoa trong họ Nguyệt quế. Loài này được Gleason miêu tả khoa học đầu tiên năm 1931.